# バス勲章
バス勲章（英語：Order of the Bath）は、イギリスの騎士団勲章（Order）のひとつ。正式タイトルは「The Most Honourable Military Order of the Bath（最も名誉あるバス軍事勲章）」。1725年に現在のような勲章となった。綬の色から「レッドリボン」とも呼ばれている。
ヨーロッパの“Order”は中世の騎士団に由来、あるいはその制度に倣った栄典制度であり、騎士団へ入団することが栄誉とされていた。やがて騎士団の団員証である勲章も意味するようになり、その授与が栄典と見なされるようになった。このような勲章は他の種類の勲章（decoration等）と区別するために“騎士団勲章” とも表記される。"Order of the Bath" の場合は、休眠状態だった世俗騎士団の名称を受継いだ勲章騎士団である。

## 構成
現在の階級は3等級となっており、1等は男性がナイト・グランド・クロス (Knight Grand Cross)で女性はデーム・グランド・クロス (Dame Grand Cross)、2等は男性がナイト・コマンダー (Knight Commander)で女性はデーム・コマンダー (Dame Commander)、3等はコンパニオン (Companion) である。上位2等級の受章者にはナイトの爵位が与えられ、ナイト・グランド・クロス及びデーム・グランド・クロスにはGCB、ナイト・コマンダーはKCB、デーム・コマンダーはDCB、コンパニオンはCBのポスト・ノミナル・レターズの使用が許される。騎士団の定員は、ナイト・グランド・クロス／デーム・グランド・クロスが120名、ナイト・コマンダー／デーム・コマンダーは295名、コンパニオンは1,455名と定められている。
軍人用は高級将校、文民用は高級官僚が主な授与対象であり、重要な役職を務めた功績に対して与えられる。外国人に対しては、共和国の大統領等政府首脳級の政治家にナイト・グランド・クロスが贈られる。

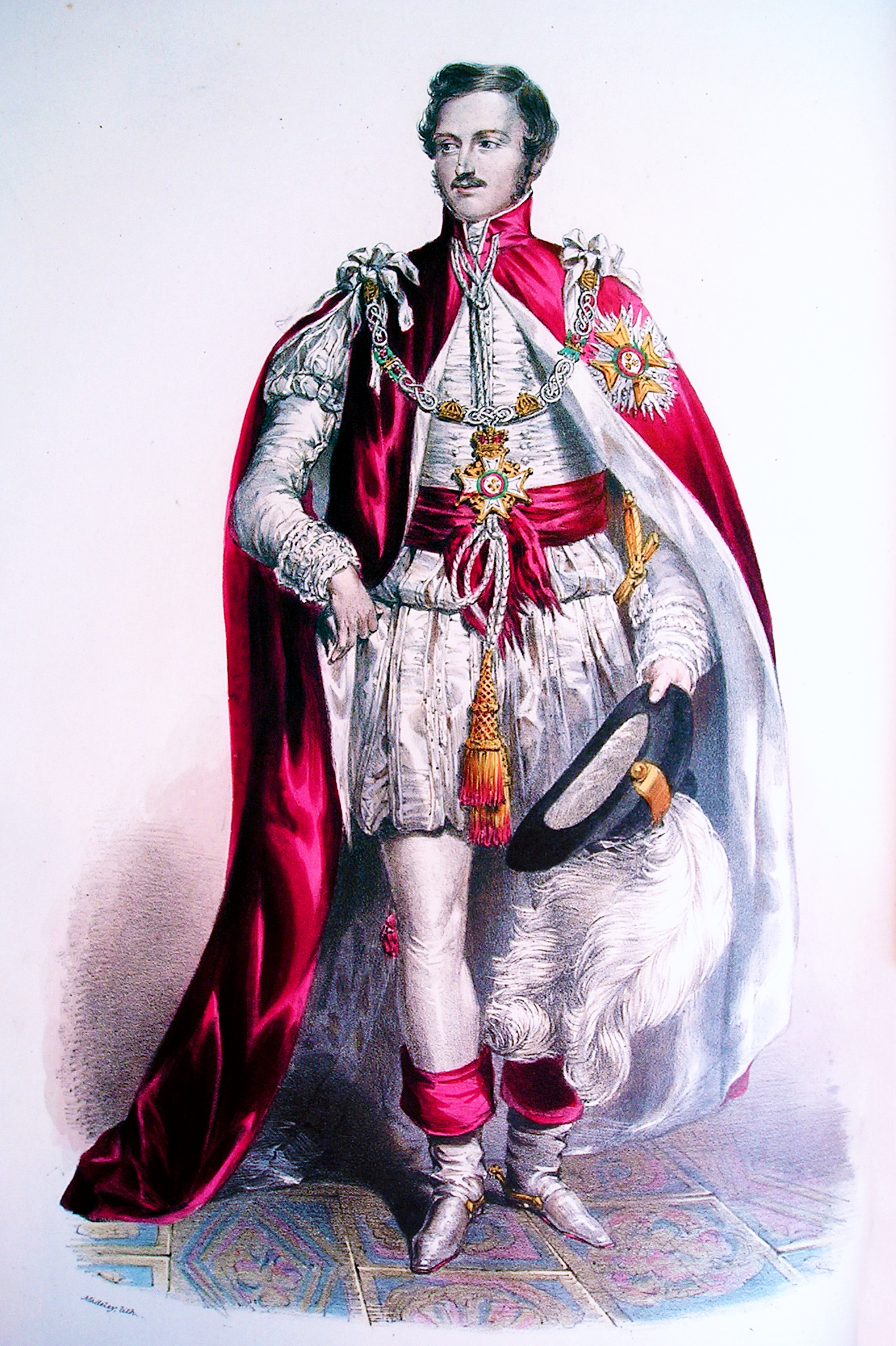
バス騎士団の正装（19世紀）。
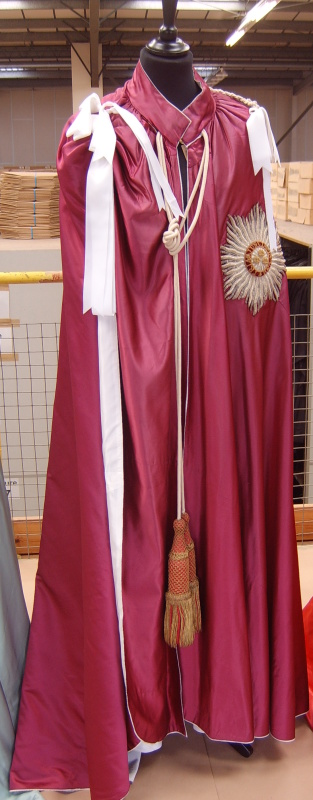
バス騎士団のマント（文民用）
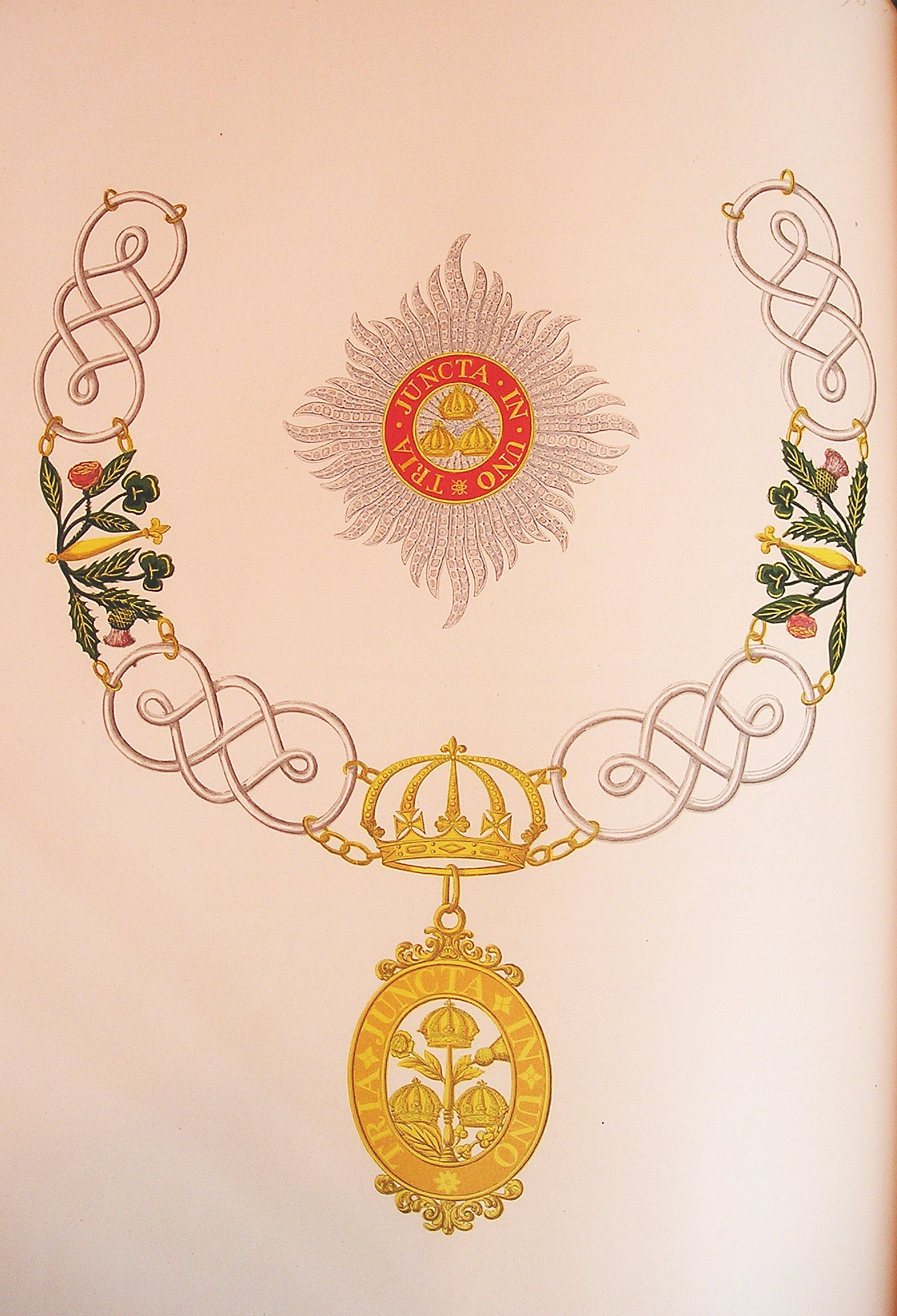
文民用ナイト・グランド・クロスの頸飾と星章。
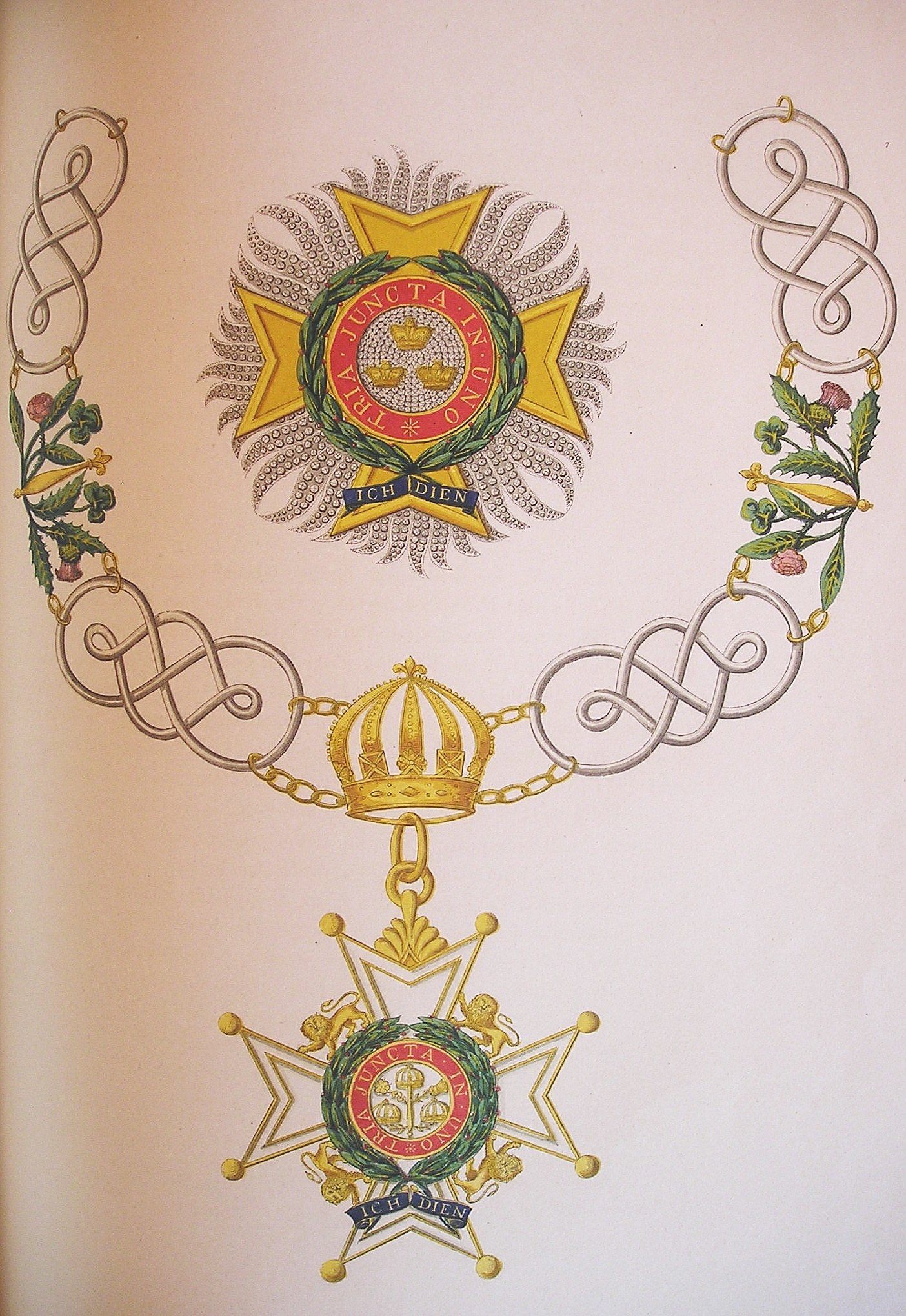
軍人用ナイト・グランド・クロスの頸飾と星章。

日本人では伊藤博文が最初に受章し、その後は乃木希典（1912年）、桂太郎、竹下勇らが受章している。

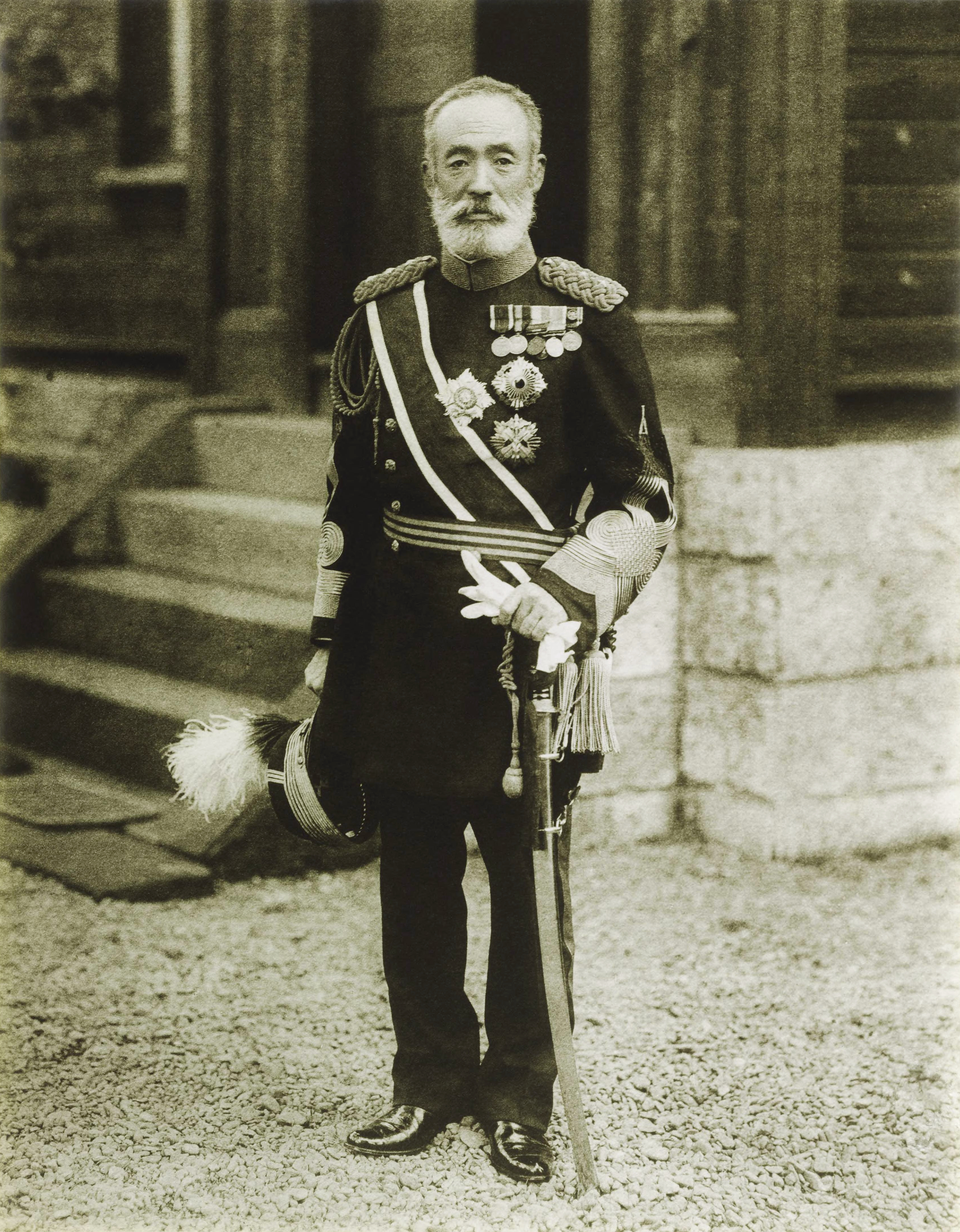
軍人用ナイト・グランド・クロスの星章を着用した乃木希典。
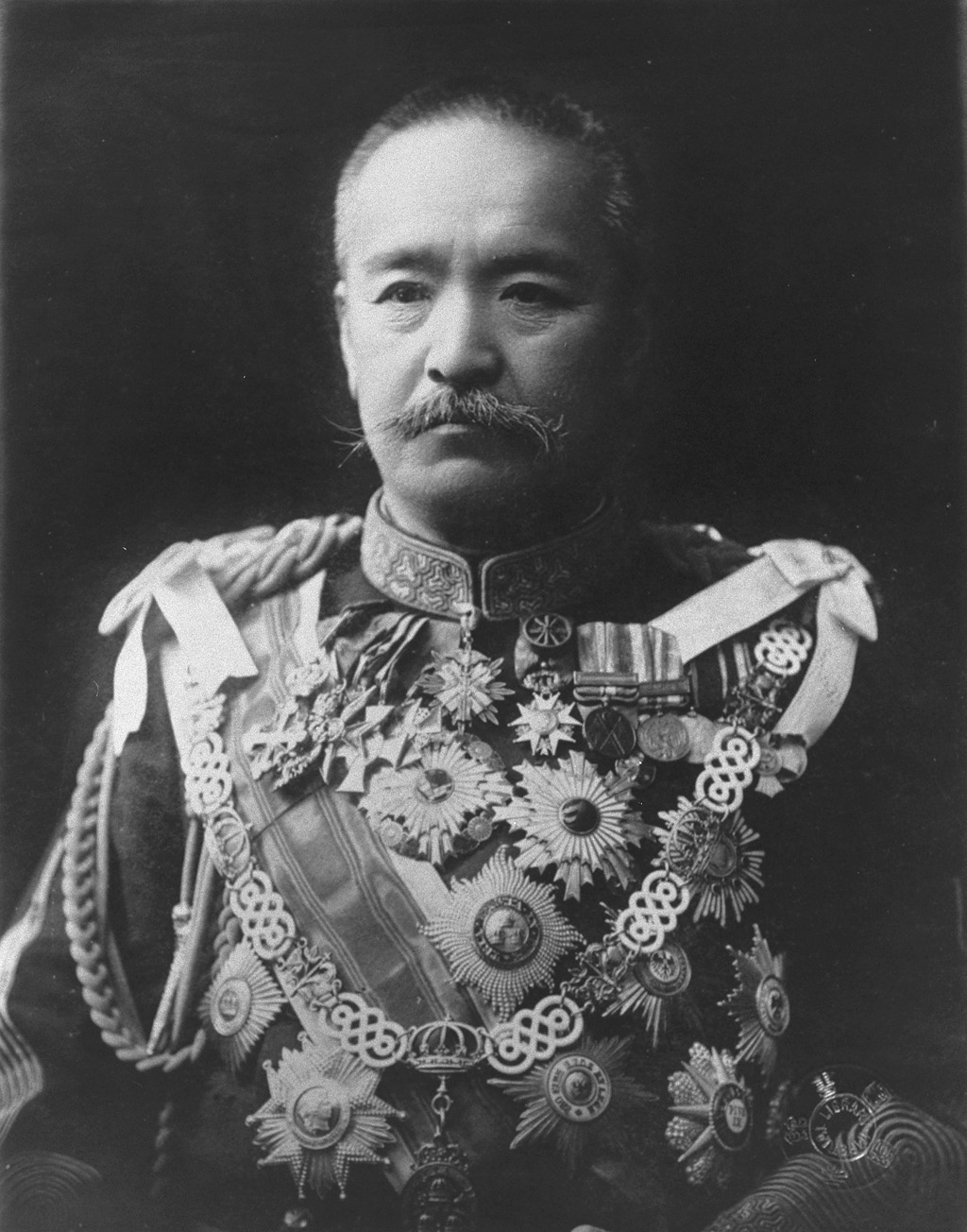
文民用ナイト・グランド・クロスの頸飾と星章を着用した桂太郎。

### 役職者

#### グレイトマスター
グレイトマスター（Greatmaster）は主権者（イギリス国王）に次ぐ地位をもつ。今までに9人が任命されており、現在はウィリアム皇太子が務める。
| 肖像 | 氏名                                                                              | 在任期間        | 出典         |
| ---- | --------------------------------------------------------------------------------- | --------------- | ------------ |
|      | 第2代モンタギュー公爵 ジョン・モンタギュー                                        | 1725年 - 1749年 | [ 7 ] [ 8 ]  |
|      | 空位                                                                              | 1749年 - 1767年 |              |
|      | ヨーク=オールバニ公爵 フレデリック王子                                            | 1767年 - 1827年 |              |
|      | クラレンス=セント・アンドルーズ公爵 ウィリアム王子 （のち国王ウィリアム4世）      | 1827年 - 1830年 |              |
|      | 空位                                                                              | 1830年 - 1837年 |              |
|      | サセックス公爵 オーガスタス=フレデリック王子                                      | 1837年 - 1843年 | [ 9 ] [ 10 ] |
|      | イギリス王配 アルバート公子                                                       | 1843年 - 1861年 | [ 11 ]       |
|      | 空位                                                                              | 1861年 - 1897年 |              |
|      | プリンス・オブ・ウェールズ アルバート・エドワード皇太子 （のち国王エドワード7世） | 1897年 - 1901年 | [ 12 ]       |
|      | コノート=ストラサーン公爵 アーサー王子                                            | 1901年 - 1942年 | [ 13 ]       |
|      | グロスター公爵 ヘンリー王子                                                       | 1942年 - 1974年 | [ 14 ]       |
|      | プリンス・オブ・ウェールズ チャールズ皇太子 （のち国王チャールズ3世）             | 1974年 - 2022年 | [ 15 ]       |
|      | 空位                                                                              | 2022年 - 2024年 |              |
|      | プリンス・オブ・ウェールズ ウィリアム皇太子                                       | 2024年 -        | [ 16 ]       |

#### 役職者
現在の役職者
1. （司祭） - デイヴィッド・ホイル（英語版）MBE・ウェストミンスター主席司祭（英語版）
2. （レジスター）- イアン・ヘンダーソン（英語版）海軍少将[17]、セクレタリーを兼務。
3. （主席紋章官）- サー・ステファン・ダルトン（英語版）空軍元帥[18]
4. （アッシャー）- ジェイムズ・ゴードン（英語版）陸軍少将[19]。（赤杖官（英語版））
5. （系譜担当官）- デイヴィッド・ホワイト

## 歴史

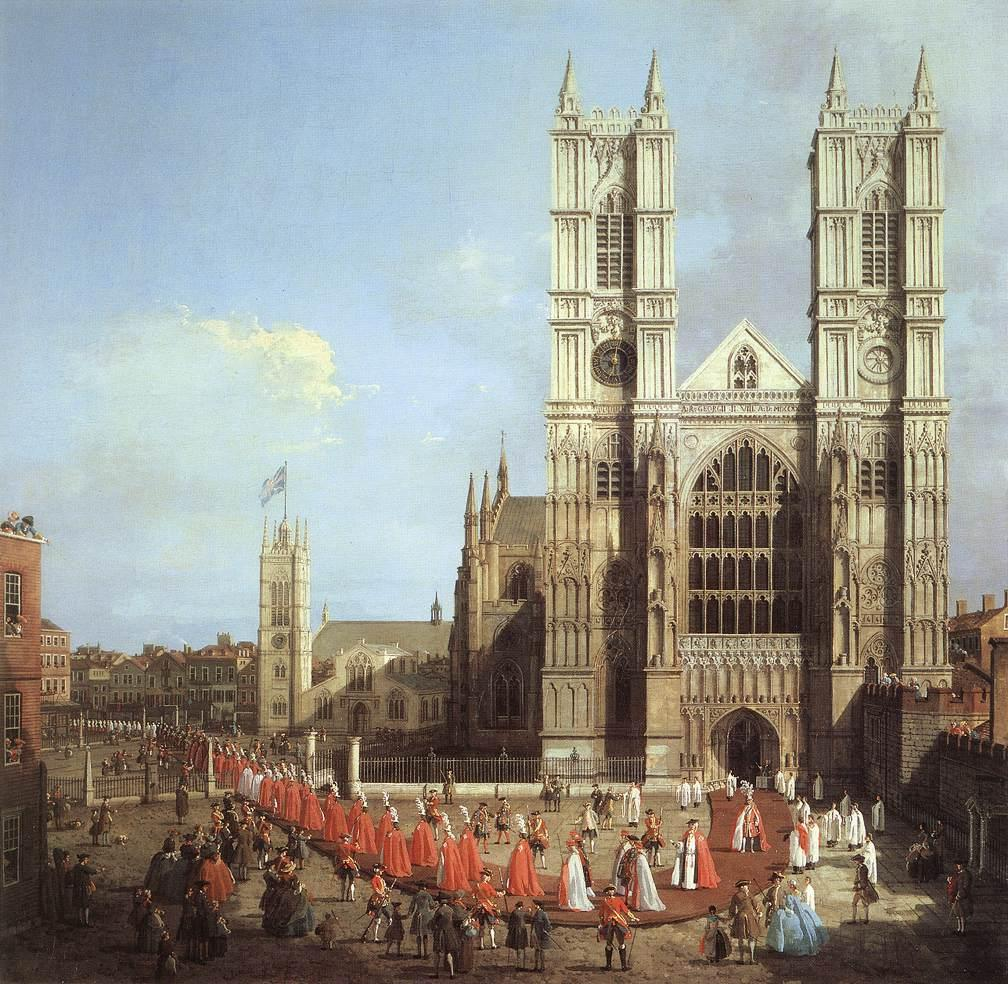
ウェストミンスター寺院まで行進するバス騎士団員（1749年）

バス騎士団は1399年に行われたヘンリー4世の戴冠式に際して創設された。名称はかつて騎士の叙任式に清めの入浴（bath＝風呂）を行ったことに由来する。当時は団員証（勲章）が制定されておらず、ナイトの称号のみが与えられる栄典だった。ただし、チャールズ2世の戴冠式（1661年）の際に75個の徽章が作成されたとされている。
この戴冠式の後、騎士団員への叙任が行われなくなり、実体のない騎士団となっていたが、1725年5月にバス騎士団が再創設された。この際に、騎士団付き系譜学者（ジョン・アンスティス）も任命されている。
当初はナイト・コンパニオン（KB）の単一等級であった。受章者は軍人が圧倒的に多かったが、1815年に3等級とされると共に文民用と軍人用に分けられて、それらのデザインも異なるものとなった。制度改正時にナイト・コンパニオンであった者はナイト・グランド・クロスへ叙された。これにより、文官にも多少の叙勲枠が確保された。このように、軍人や高級官僚用の勲章であるため、1971年まで女王以外の女性に授与されることはなかった。

## 現在の騎士団員

### 主権者（Sovereign）
| 肖像 | 紋章 | 氏名                                           |
| ---- | ---- | ---------------------------------------------- |
|      |      | 国王 チャールズ3世 (1948年 - ) (2022年即位 - ) |

## 参考資料

### 書籍等
- 小川賢治『勲章の社会学』晃洋書房、2009年3月。ISBN 978-4-7710-2039-9。
- 君塚直隆『女王陛下のブルーリボン-ガーター勲章とイギリス外交-』NTT出版、2004年。ISBN 4757140738。
- 総理府賞勲局監修『勲章』毎日新聞社、1976年（昭和51年）。
- London Gazette: no. 56878. 14 March 2003. Supplement No.1.